# Antônio Carlos de Carvalho
Antônio Carlos de Carvalho (São Miguel da Terra Firme, 1758 – ) foi um político brasileiro.
Foi negociante em Tijuquinhas, São Miguel da Terra Firme. Foi tenente-coronel comandante do 7º Batalhão de Infantaria da Guarda Nacional de São Miguel da Terra Firme, em 6 de maio de 1882.
Foi deputado à Assembleia Legislativa Provincial de Santa Catarina na 7ª legislatura (1848 — 1849), na 8ª legislatura (1850 — 1851), e na 9ª legislatura (1852 — 1853).